# Marijan Todorow
Marijan Todorow (ur. 25 sierpnia 1970 roku w Ruse) – bułgarski piłkarz i trener piłkarski. Jest wychowankiem klubu Lokomotiw Ruse. W pierwszej połowie lat 90. grał w zespołach drugoligowych (Jantra Garbowo, Dunaj Ruse, Rakowski Ruse, Czernomorec Burgas), a także krótko - kilka miesięcy w 1996 roku - w występującym wówczas w ekstraklasie FK Szumen. Pod koniec 1996 roku przeniósł się do Liteksu Łowecz, gdzie osiągnął największe sukcesy. Liteks najpierw awansował do Grupy A, a następnie - dwa razy z rzędu (1997–1998 i 1998–1999) - zdobył mistrzostwo kraju. Todorow odszedł w połowie 1999 roku. Później występował w Spartaku Warna (dwukrotnie), krótko w CSKA Sofia, a także w Botewie Płowdiw, Marku Dupnica, Rodopie Smoljan i ostatnio (2005–2006) w Dunaju Ruse. Po zakończeniu piłkarskiej kariery był asystentem Ferario Spasowa w Dunaju, a po jego odejściu w czerwcu 2007 roku przejął obowiązki pierwszego trenera.